# Petr Hubáček
Petr Hubáček (* 2. září 1979 Brno) je bývalý český profesionální hokejista, naposledy hrající francouzskou nejvyšší soutěž Ligue Magnus za tým Rouen Hockey Élite 76. Nastupoval na pozici levého křídelního útočníka.

## Hráčská kariéra
Petr Hubáček zahájil svou extraligovou kariéru v roce 1998 v týmu Vítkovic, v letech 2000–2002 se nepříliš úspěšně pokoušel prosadit v severoamerické NHL (odehrál pouze 7 zápasů za Philadelphia Flyers). V roce 2002 se vrátil do Vítkovic, kde se postupně vypracoval na jednu z opor týmu.V roce 2008 přestoupil do týmu KHL, po následující sezóně se vrátil zpět do České republiky. V roce 2010 přestoupil do brněnské Komety. V průběhu sezóny 2011/2012 odešel do nejvyšší finské ligy a s klubem JYP Jyväskylä získal mistrovský titul. Od roku 2005 pravidelně nastupoval v české hokejové reprezentaci, s níž vybojoval v letech 2006–2011 všechny tři cenné kovy na mistrovství světa.V roce 2014 ukončil svoji reprezentační kariéru. V sezóně 2017/2018 hrál nejvyšší francouzskou hokejovou soutěž v týmu Rouen Dragons, se kterým získal mistrovský titul.

## Osobní život
Po ukončení profesionální kariéry v roce 2018 začal působit jako hokejový expert v České televizi, například spolukomentuje Mistrovství světa v ledním hokeji. S manželkou má dceru a syna.

V Prostějově působil od roku 2021 jako skills kouč a od sezony 2022/2023 bude působit jako asistent hlavního trenéra.
Pro sezonu 2023/24 se stává manažerem u reprezentace U17.

## Ocenění a úspěchy
- 2004 ČHL - Nejtrestanější hráč v playoff

## Prvenství

### ČHL
- Debut - 8. září 1998 (HC Vitkovice proti HC Železárny Třinec)
- První asistence - 11. září 1998 (HC Velvana Kladno proti HC Vitkovice)
- První gól - 10. září 1999 (HC Vitkovice proti HC Femax Havířov, brankáři Pavlu Cagašovi)

### NHL
- Debut - 5. října 2000 (Philadelphia Flyers proti Vancouver Canucks)
- První gól - 5. října 2000 (Philadelphia Flyers proti Vancouver Canucks, brankáři Felix Potvin)

## Klubová statistika
| Sezóna       | Klub                       | Soutěž       |    | Základní část | Základní část | Základní část | Základní část | Základní část |   | Play off | Play off | Play off | Play off | Play off |
| Sezóna       | Klub                       | Soutěž       | Z  | G             | A             | B             | TM            | Z             | G | A        | B        | TM       |          |          |
| 1997–98      | HC Kometa Brno             | 1.ČHL        | 48 | 6             | 10            | 16            | 22            | —             | — | —        | —        | —        |          |          |
| 1998–99      | HC Vitkovice               | ČHL          | 25 | 0             | 4             | 4             | 2             | 4             | 0 | 0        | 0        | 0        |          |          |
| 1998–99      | HC Kometa Brno             | 1.ČHL        | 9  | 1             | 5             | 6             | 10            | 6             | 2 | 3        | 5        | 6        |          |          |
| 1999–00      | HC Vitkovice               | ČHL          | 48 | 11            | 12            | 23            | 85            | —             | — | —        | —        | —        |          |          |
| 2000–01      | Philadelphia Phantoms      | AHL          | 62 | 3             | 9             | 12            | 29            | 9             | 0 | 1        | 1        | 6        |          |          |
| 2000–01      | Philadelphia Flyers        | NHL          | 6  | 1             | 0             | 1             | 2             | —             | — | —        | —        | —        |          |          |
| 2001–02      | Philadelphia Phantoms      | AHL          | 22 | 1             | 6             | 7             | 8             | —             | — | —        | —        | —        |          |          |
| 2001–02      | Milwaukee Admirals         | AHL          | 14 | 2             | 0             | 2             | 2             | —             | — | —        | —        | —        |          |          |
| 2002–03      | HC Hamé Zlín               | ČHL          | 44 | 4             | 15            | 19            | 14            | —             | — | —        | —        | —        |          |          |
| 2002–03      | HC Vitkovice               | ČHL          | 7  | 1             | 4             | 5             | 10            | 6             | 1 | 0        | 1        | 16       |          |          |
| 2003–04      | HC Vitkovice               | ČHL          | 46 | 7             | 14            | 21            | 26            | 6             | 1 | 0        | 1        | 53       |          |          |
| 2004–05      | HC Vitkovice               | ČHL          | 51 | 13            | 11            | 24            | 38            | 9             | 0 | 1        | 1        | 33       |          |          |
| 2005–06      | HC Vitkovice Steel         | ČHL          | 52 | 17            | 23            | 40            | 46            | 6             | 1 | 0        | 1        | 2        |          |          |
| 2006–07      | HC Vitkovice Steel         | ČHL          | 49 | 17            | 19            | 36            | 62            | —             | — | —        | —        | —        |          |          |
| 2006–07      | SC Bern                    | NLA          | —  | —             | —             | —             | —             | 5             | 0 | 2        | 2        | 2        |          |          |
| 2007–08      | HC Vitkovice               | ČHL          | 40 | 10            | 7             | 17            | 89            | —             | — | —        | —        | —        |          |          |
| 2008–09      | CHK Neftěchimik Nižněkamsk | KHL          | 35 | 3             | 6             | 9             | 8             | —             | — | —        | —        | —        |          |          |
| 2008–09      | HC Vitkovice               | ČHL          | 5  | 1             | 0             | 1             | 2             | 10            | 4 | 6        | 10       | 6        |          |          |
| 2009–10      | HC Vitkovice               | ČHL          | 37 | 10            | 19            | 29            | 6             | —             | — | —        | —        | —        |          |          |
| 2009–10      | HC Kometa Brno             | ČHL          | 13 | 1             | 3             | 4             | 8             | —             | — | —        | —        | —        |          |          |
| 2010–11      | HC Kometa Brno             | ČHL          | 47 | 7             | 12            | 19            | 52            | —             | — | —        | —        | —        |          |          |
| 2011–12      | HC Kometa Brno             | ČHL          | 27 | 4             | 4             | 8             | 32            | —             | — | —        | —        | —        |          |          |
| 2011–12      | JYP                        | SM-l         | 30 | 5             | 9             | 14            | 6             | 14            | 1 | 6        | 7        | 2        |          |          |
| 2012–13      | JYP                        | SM-l         | 29 | 5             | 10            | 15            | 8             | 11            | 1 | 3        | 4        | 4        |          |          |
| 2013–14      | JYP                        | Liiga        | 50 | 10            | 12            | 22            | 14            | 7             | 3 | 1        | 4        | 6        |          |          |
| 2014–15      | JYP                        | Liiga        | 60 | 8             | 16            | 24            | 14            | 12            | 4 | 6        | 10       | 2        |          |          |
| 2015–16      | JYP                        | Liiga        | 57 | 4             | 12            | 16            | 12            | 13            | 2 | 2        | 4        | 2        |          |          |
| 2016–17      | HC Dynamo Pardubice        | ČHL          | 48 | 8             | 9             | 17            | 26            | —             | — | —        | —        | —        |          |          |
| 2017–18      | Dragons de Rouen           | LM           | 38 | 4             | 7             | 11            | 14            | 15            | 0 | 3        | 3        | 2        |          |          |
| Celkem v NHL | Celkem v NHL               | Celkem v NHL | 6  | 1             | 0             | 1             | 2             | —             | — | —        | —        | —        |          |          |

## Reprezentace
Premiéra v reprezentaci: 11. dubna 2000 Česko–Slovensko (Žilina).
| Rok                       | Tým                       | Soutěž                    | Z  | G | A | B | TM |
| ------------------------- | ------------------------- | ------------------------- | -- | - | - | - | -- |
| 2006                      | Česko                     | MS                        | 9  | 1 | 0 | 1 | 6  |
| 2007                      | Česko                     | MS                        | 7  | 0 | 0 | 0 | 2  |
| 2010                      | Česko                     | MS                        | 9  | 2 | 0 | 2 | 0  |
| 2011                      | Česko                     | MS                        | 9  | 0 | 2 | 2 | 2  |
| 2013                      | Česko                     | MS                        | 8  | 0 | 4 | 4 | 4  |
| Seniorská kariéra celkově | Seniorská kariéra celkově | Seniorská kariéra celkově | 42 | 3 | 6 | 9 | 14 |